# Hugo Lindgren

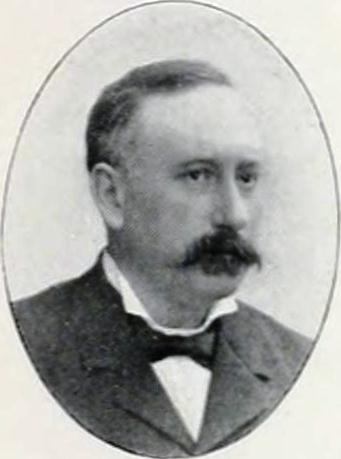
Hugo Lindgren.

Carl Hugo Östen Vilhelm Lindgren, född 27 september 1855 i Östra Herrestads socken i Kristianstads län, död 26 februari 1931 i Sankt Petri församling i Malmö, var en svensk köpman och konsul. Han var far till konsthistorikern Gustaf Lindgren.
Lindgren, som var son till lantbrukaren Gustaf Lindgren och Ida Nibelius, var verksam som grosshandlare i Malmö. Han var verkställande direktör och ordförande i styrelsen för Bank AB Södra Sveriges kontor i Malmö från 1902, ledamot av centralstyrelsen för samma bank från samma år, vice ordförande i styrelsen för Brand- och livförsäkrings AB Skåne och för Sjöförsäkrings AB Öresund, ordförande i styrelsen för Försäkrings AB Malmö och för Skånes litografiska AB samt styrelseledamot i flera bolag. 
Lindgren var amerikansk konsularagent 1903–1913. Han var ledamot av Malmö stadsfullmäktige 1895–1902, ledamot av styrelsen för Malmö Spårvägs AB från 1893 och dess ordförande 1903–1904.